# Schlechtendalia microgallis
Schlechtendalia microgallis är en insektsart. Schlechtendalia microgallis ingår i släktet Schlechtendalia och familjen långrörsbladlöss. Inga underarter finns listade i Catalogue of Life.